# Apollonian Wave (navire)
L’Apollonian Wave est un pétrolier construit en 1958 par les chantiers navals Hitachi Shipyard d’Onomichi sous le nom de Vega. Au cours de son remorquage vers Bilbao afin d’y être détruit, il s’échoue à Mimizan le 2 décembre 1976. Il est détruit sur place après s’être cassé en deux.

## Histoire
L’Apollonian Wave est un pétrolier construit en 1958 par les chantiers navals Hitachi Shipyard d’Onomichi sous le nom de Vega. Il est renommé Vega I en 1971.
En 1973, il est vendu à une société grecque qui le rebaptise Apollonian Wave. Trois ans plus trad, il est vendu à la casse et quitte Falmouth pour l’Espagne, où il doit être détruit; mais il tombe en panne dans la nuit du 1 au 2 décembre 1976 et part à la dérive. Quelques heures plus tard, il s’échoue sur la plage de Lespecier à Mimizan, alors que l’équipage a déjà été évacué par hélicoptère.
Afin d’essayer de retirer le navire de la plage, l’eau présente dans les ballasts et les tanks tribord sont transvasés à bâbord afin de redresser le navire, ce qui est fait en octobre 1977. Le remorqueur Pacific (qui assistera l’Amoco Cadiz en mars 1978) ne parvient pas à déséchouer le navire. Le mois suivant, le remorqueur hollandais Biscay Sky prend le relais et parvient à faire pivoter le pétrolier vers la mer, mais la poupe est alourdie par l’eau présente dans la salle des machines et le navire se brise en deux sur la plage. Il est finalement détruit sur place.
Un autre navire, le Virgo, s’est échoué à 700 mètres de l’Apollonian Wave lors de la même tempête. Il a également été détruit sur place. Seule son ancre a été conservée et reste visible devant l'église Notre-Dame des Dunes à Mimizan-Plage.

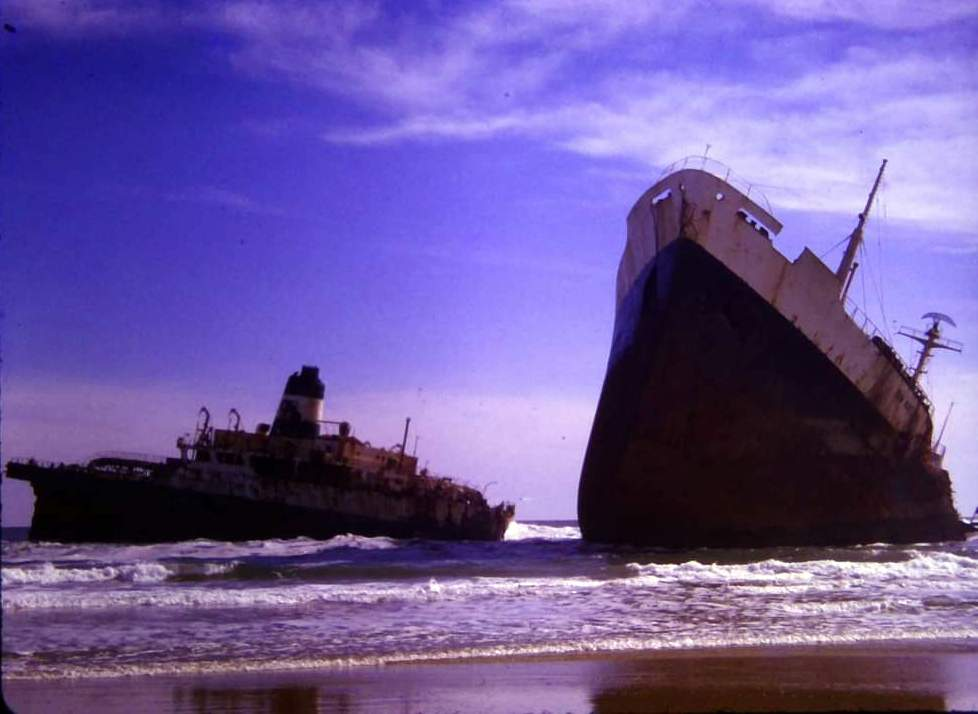
Virgo (gauche) et Apollonian Wave (droite), épaves échouées sur la plage de Lespecier
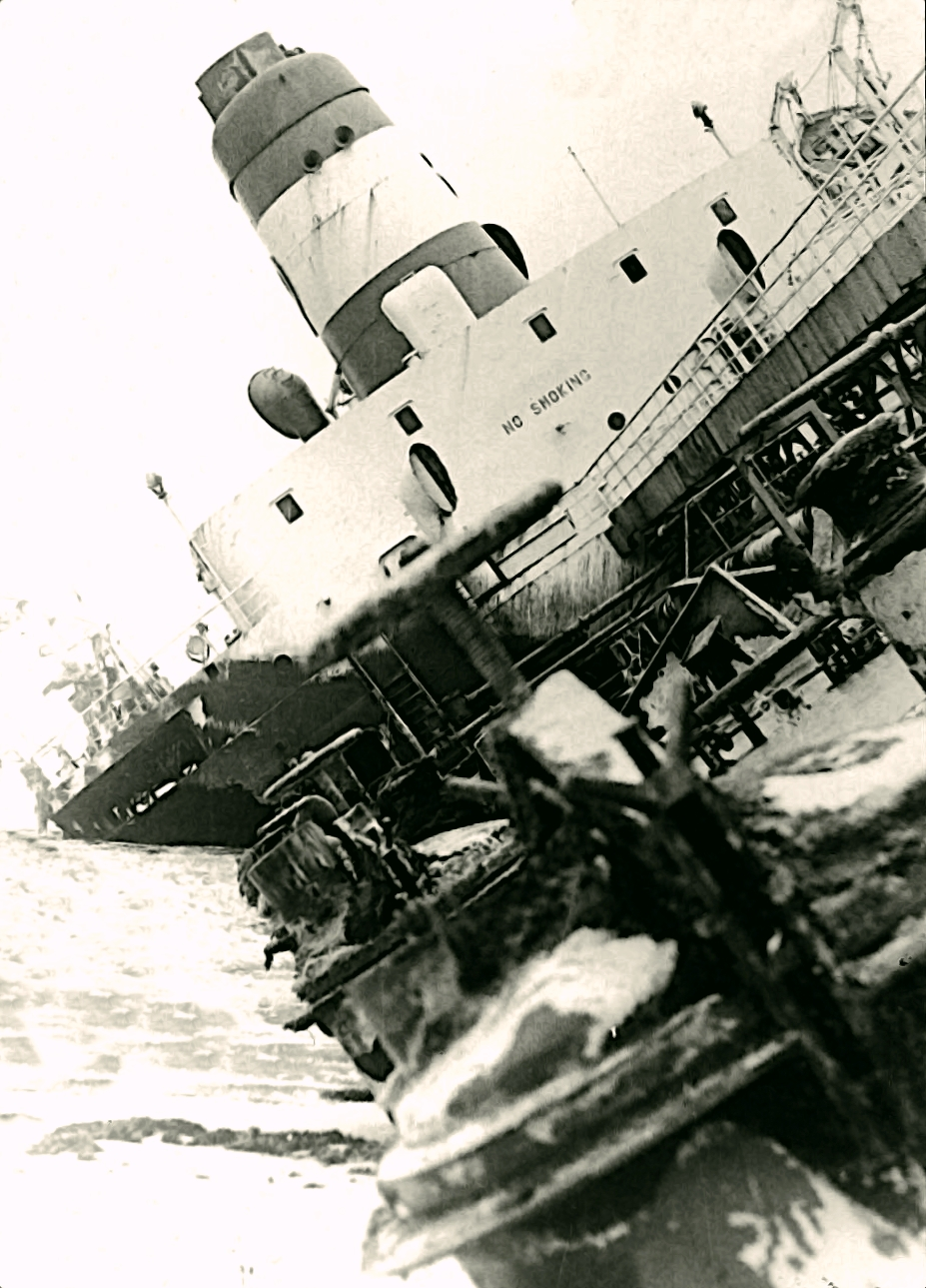
Apollonian Wave échoué sur la plage de Lespecier